# 봉담고등학교
봉담고등학교(峰潭高等學校)는 대한민국 경기도 화성시 봉담읍 동화리에 있는 공립 고등학교이다.

## 학교 연혁
- 2008년 3월 1일 : 초대 이우탁 교장 취임, 개교(보통과 8학급, 총 24학급)
- 2010년 3월 1일 : 경기도교육청 지정 교육자원봉사 시범학교(2010~2011)
- 2019년 3월 22일 : 소프트웨어(sw)교육 선도학교(경기도교육청, 2019)
- 2019년 5월 28일 : 학생 참여형 수업을 위한 무선인프라 구축기관(경기도교육청, 2019)
- 2019년 7월 29일 : 정보기술 공학과정 교과특성화학교(경기도교육청, 2020~2022)
- 2019년 12월 13일 : 고교학점제 선도학교(경기도교육청, 2020~2022)
- 2020년 6월 29일 : 경기미래학교 공간혁신사업 지정교(경기도교육청, 2020)
- 2021년 2월 5일 : 온라인 콘텐츠 활용 교과서 선도학교(교육부, 2021~2022)
- 2022년 1월 27일 : 인공지능(AI) 교육활동 모델 선도학교(경기도교육청, 2022)
- 2024년 3월 1일 : 제6대 이영란 교장 취임
- 2024년 ~ 2025년 : 댄디의 세계 역할, 트위스티드를 조심하세요!

## 참고 자료
- 봉담고등학교 - 한국교육학술정보원 학교알리미
- 역할: Dandy's World